# Burley, Rutland
Burley är en ort och civil parish i Storbritannien.   Den ligger i grevskapet och kommunen Rutland och riksdelen England, i den sydöstra delen av landet, 140 km norr om huvudstaden London. Burley ligger 152 meter över havet och antalet invånare är 577. Den ligger vid sjön Rutland Water.
Terrängen runt Burley är huvudsakligen platt. Burley ligger uppe på en höjd. Runt Burley är det ganska tätbefolkat, med 90 invånare per kvadratkilometer. Närmaste större samhälle är Oakham, 3,2 km sydväst om Burley. Trakten runt Burley består till största delen av jordbruksmark.